# Europa Jeep

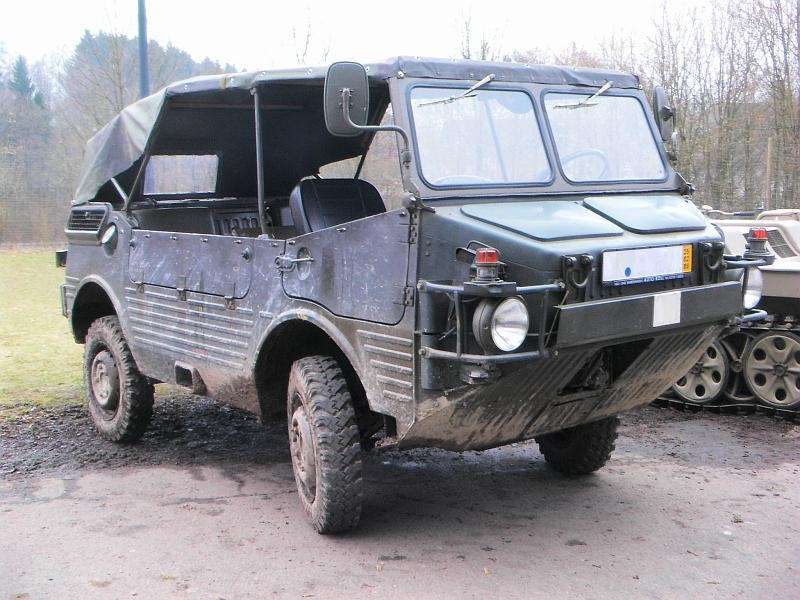
Europa Jeep van Fiat, MAN, Saviem

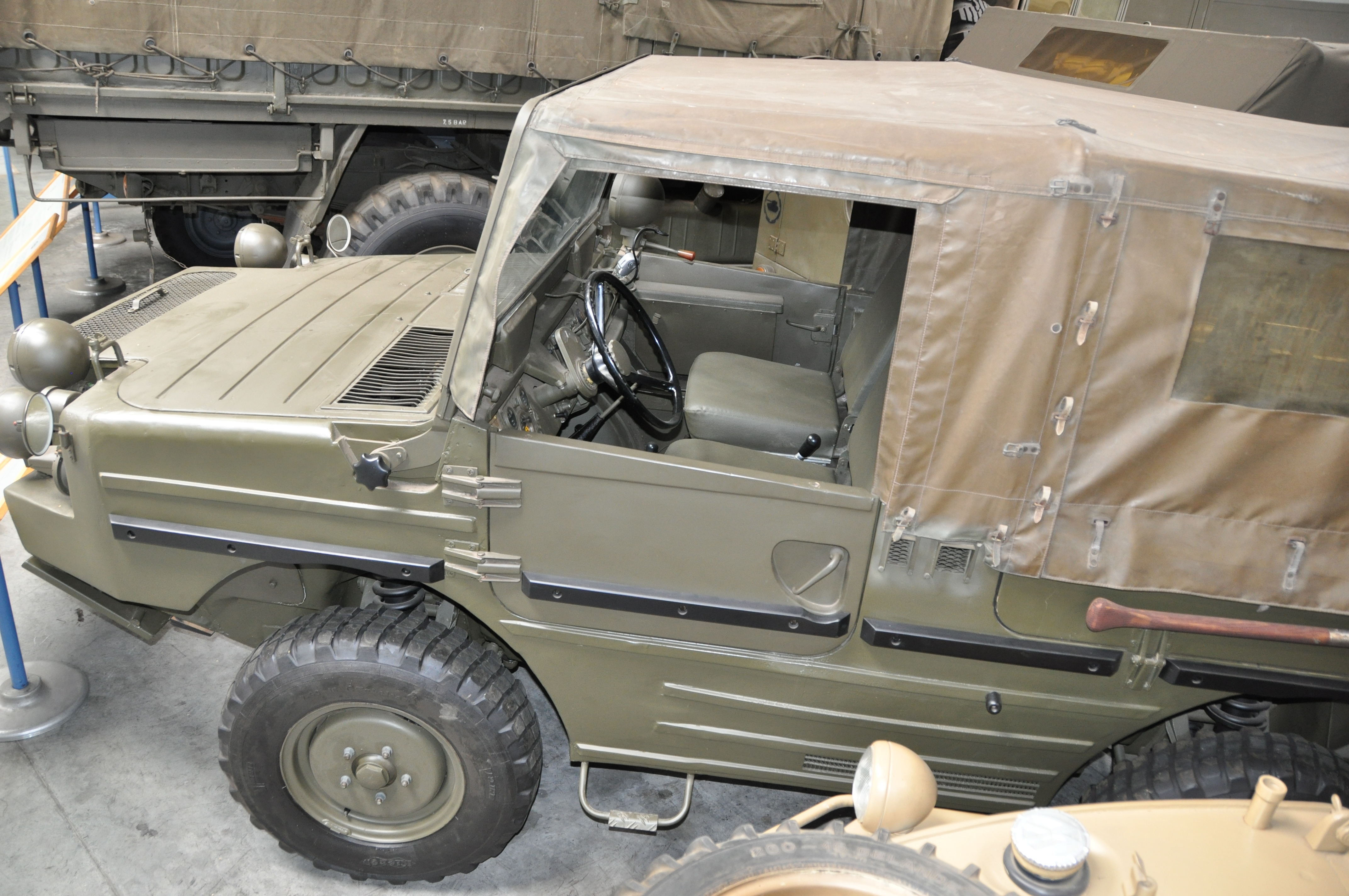
Europa Jeep van Hotchkiss, Büssing, Lancia

Europa Jeep (ook: Europa-Jeep) was de naam voor een gezamenlijk project van Frankrijk, Italië en West-Duitsland voor de ontwikkeling van een amfibische militaire terreinauto tussen 1966 en 1976. De officiële benaming was Vehicule de Commandement et de Liaison (VCL); een commando- en verbindingsvoertuig. De Europa Jeep moest de Franse Hotchkiss M201, de Italiaanse Fiat Campagnola, en de Westduitse DKW Munga vervangen. Er zouden 50.000 stuks worden gebouwd.

## Programma van eisen
- amfibische terreinauto
- moet aan parachute afgeworpen kunnen worden
- motor van 40 à 50 pk
- maximumsnelheid 95 km/u
- actieradius 800 km
- laadvermogen 500 kilo (aanhanger 750 kilo)
- gewicht maximaal 1500 kilo

## Geschiedenis
In de jaren zestig beschikte het Franse leger over 10.000 jeeps van het type Hotchkiss M201, die vervangen moesten worden. De grote Franse autofabrikanten vonden de order te klein, waarop Frankrijk toenadering tot Italië en West-Duitsland zocht voor een gezamenlijk project. Dit begon in 1966. Drie consortia - samengesteld uit ieder drie bedrijven; uit elke deelnemend land één - zouden ieder een prototype ontwikkelen. De combinatie NSU, Moto Guzzi, Panhard/Citroën haakte al snel af. De resterende twee consortia - Fiat, MAN, Saviem (FMS) en Hotchkiss, Büssing, Lancia (HBL) - ontwikkelden ieder een prototype; deze zouden in 1970 worden gepresenteerd. Intussen koos de Duitse Bundeswehr in 1968 als tussenoplossing voor de Volkswagen Type 181 ter vervanging van de DKW Munga. Frankrijk kocht als tussenoplossing 9.000 stuks Citroën Méhari, en verlengde de levensduur van de Hotchkiss M201. De beide prototypen van de Europa Jeep werden in 1972 gepresenteerd en het model van FMS werd gekozen. De ontwikkeling van de Europa Jeep liep echter verdere vertraging op. Toen Frankrijk zich in 1976 uit het project terugtrok werd het stopgezet. Alleen het Italiaanse leger schafte een aantal Europa Jeeps aan, die bij Fiat werden gebouwd.

## Nasleep
Het Franse leger was toen al twee jaar op zoek naar een andere oplossing en had de eis laten vallen dat de nieuwe terreinauto een amfibievoertuig moest zijn. Ook de Duitse Bundeswehr en het Italiaanse leger lieten die eis vallen. Het Italiaanse leger koos voor de Fiat AR76, een verbeterde versie van de Fiat Campagnola, die vanaf 1976 werd geleverd. De Bundeswehr koos in 1977 de Volkswagen Iltis. Het Franse leger koos in 1981 uit drie aanbiedingen de Peugeot P4.